# Донська радянська республіка
Донська Радянська Республіка — територіальне утворення часів громадянської війни в складі РРФСР з центром в Ростові-на-Дону, реально існувала в період з 23 березня по 4 травня 1918 роки (нового стилю), а номінально по 30 вересня 1918 року на території Області Війська Донського (фактично, всю територію області не контролювала). Спочатку (до середини квітня 1918 року) — Донська Республіка.

## Історія
В результаті 3,5-місячних боїв, після відходу Добровольчої армії і залишків козацьких частин генерала Каледіна, 25 лютого 1918 роки (нового стилю) на території Області Війська Донського була встановлена радянська влада. 23 березня 1918 роки (нового стилю) постановою Донського обласного Військово-революційного комітету, який був вищою владою на Дону до повноважного з'їзду Рад Донської області, своєю постановою призначив «самостійну Донську радянську республіку в кровній союзі з Російською Радянською Республікою» (офіційно — «Донська республіка»). Одночасно з цим Військово-революційний комітет виділив зі своїх лав Рада Народних Комісарів у складі:
- голова РНК і комісар у військових справах — Ф. Г. Подтелков,
- комісар у справах управління — М. В. Крівошликов,
- комісар з боротьби з контрреволюцією — А. Шамов,
- комісар у справах народного господарства і заступник голови РНК — С. І. Сирцов,
- комісар праці — І. П. Бабкін,
- комісар народної освіти — І. А. Дорошів,
- комісар землеробства — Власов, комісар у справах фінансів — Е. А. Болотін,
- комісар шляхів сполучення — П. Е. Безруких,
- комісар пошти і телеграфу — Александров, комісар у справах піклування — П. П. Жук,
- керуючий справами РНК — Я. Орлов.

При цьому главою республіки, офіційно має назву Головою Центрального Виконавчого Комітету Рад Донської республіки, був обраний козак-більшовик В. С. Ковальов. Всім народним комісарам, а також усім членам ЦВК був призначений оклад платні в сумі 4000 рублів на місяць, а голові ЦВК — 4300 рублів.
9-14 квітня 1918 на 1 з'їзді Рад робітничих і козацьких депутатів Донської республіки, що проходив в Ростові-на-Дону в будівлі Клубу прикажчиків були підтверджені повноваження всіх раніше обраних комісарів і членів Центрального Виконавчого Комітету Рад Донської республіки. Донська республіка була перейменована в Донську Радянську Республіку.
16 квітня 1918 роки (н. С.) При ЦВК було утворено Надзвичайний штаб оборони на чолі з московським комісаром Г. К. Орджонікідзе. У республіці здійснювалися декрети РНК про робітничий контроль, націоналізацію підприємств.
ДРР, фактично, не контролювала всю територію, на якій було оголошено. Починаючи з кінця березня, на Дону спалахують козацькі повстання в різних станицях. Повстання були спровоковані спробами земельного переділу, а в багатьох місцях — розстрілами і грабежами з боку загонів «Червоної гвардії» (або оголосили себе такими) і небажанням керівництва ДРР захищати права козаків. Крім цього, в Області, фактично, існувало двовладдя: в той час, як в «пролетарської» столиці Ростові правило керівництво ДРР, в історичній столиці, Новочеркаську, влада перебувала в руках «червоних козаків» на чолі з колишнім військовим старшиною Н.Голубовим. 9 квітня загони ДРР вибили свого колишнього союзника Голубова з Новочеркаська, що ще більше загострило протиріччя між ДРР і козаками. 14 квітня жителями низових станиць взято столицю Дону Новочеркаськ і повалена більшовицька влада. 16 квітня, підтягнувши сили з Ростова-на-Дону, червоногвардійці вибили повстанців з Новочеркаська, проте розгромити не змогли. 6 травня, отримавши підкріплення, повсталі козаки знову скинули радянську владу в Новочеркаську і оголосили про створення Всевеликого Війська Донського.
Голова Раднаркому Подтелков зі частиною своїх прихильників пішов на північ ДРР, намагаючись знайти опору серед верхових козаків. Однак не врахував, наскільки його ім'я було одіозним серед багатьох козаків: Подтелков не грав важливу роль в розгромі Каледіна і його ім'я пов'язувалося ні з ратною славою, а з розстрілами. 10 травня верхові козаки оточили загін Подтелкова і заарештували його, а 11 травня судили і повісили. За кілька місяців козаки очистили територію Донської республіки від червоногвардійців (на південній і західній околицях — за сприяння білогвардійців і німців).
4 травня 1918 року завершилася евакуація військ і органів управління ДРР з Ростова-на-Дону. На наступний день в місто увійшло загін полковника М. Г. Дроздовського, який завершував свій перехід з Румунського фронту на Дон. Пройшовши через весь Ростов і Нахічевань-на-Дону, і не зустрівши ніякого опору, дроздовці пішли в сторону Новочеркаська. У Ростові, в готелі «Петроград» (Казанський провулок, 128), був залишений емісар Дроздовського загону, який незабаром почав запис добровольців. При цьому вступає в загін офіцерам було обіцяно платню — 200 рублів, а солдатам — від 25 до 95 рублів на місяць.
8 травня 1918 року столиця Донської республіки — Ростов-на-Дону — дістався без бою 52-й Вюртембергской резервної піхотної бригади, тоді як командування Червоної армії внаслідок німецького наступу переїхало в Царицин, залишивши в південному передмісті Ростова-на-Дону — Батайську — сотні своїх солдатів. І тільки в липні 1918 року ці залишки армії Донський республіки були частково знищені, а частково розсіяні. Німецьким корпусом генерала Кнерцера була зайнята західна околиця ДРР, включаючи Ростов, Нахічевань, Таганріг, Міллерово, Чертково. Окупацію Таганрога, Ростова і Нахічевані німецьке командування зробило на підставі того, що ці міста до 31 грудня 1887 року входили до складу Катеринославської губернії Української держави, а згідно з секретним додатком до Брестського договору вся Україна, включаючи Катеринославської губернії, повинна бути зайнята німецькими та австрійськими військами. Керівництво ДРР, евакуйованих в Царицин, згодом перебралося в станицю Великокнязівську (тепер місто Пролетарськ) й продовжувало там діяльність до кінця червня.
До середини серпня 1918 року 60 тисячна Донська козацька армія (біла) під командуванням генерала Краснова опанувала майже всією територією ДРР. Радянські війська з боями відійшли до кордонів Воронезької і Саратовської губерній і влилися до складу Південного фронту. 30 вересня 1918 Президія ВЦВК ухвалив вважати Донську Радянську Республіку скасованої.

## Зовнішня політика
У відозві Донського обласного ВРК про створення Донської Радянської Республіки від 23 березня 1918 року, обласний ВРК доручив Донському РНК встановити дипломатичний зв'язок з такими радянськими республіками:
- Донецько-Криворізька Радянська Республіка
- Українська Радянська Республіка
- Радянська Соціалістична Республіка Тавриди
- Кубанська область
- Терська Радянська Республіка
- Ставропольська Радянська Республіка
- Чорноморська Радянська Республіка [4]

28 травня 1918 року в зв'язку з участь в мирних переговорах в Києві представників донського уряду Краснова Виконавчий комітет ДРР відправив телеграму РНК РРФСР та на мирній конференції у Києві, у якій повідомляв що верховною й єдиною владою на Дону є Виконком й президія ДРР. Уряд закликав не допускати до переговорів представників Донської республіки і усунути самозвану делегацію "донського уряду" від перемовин. Відповідь на телеграму з Москви й Києва так і не було отримано.

## Органи влади
- Донський обласний Військово-революційний комітет листопад 1917 - 19 лютого 1918

- Донський обласний козачий Військово-революційний комітет  - 10 січня 1918 - 19 лютого 1918.
- Обласний військово-революційний комітет Донської області - створений шляхом об'єднання козачого і некозачого ревкомів 19 лютого 1918 - 23 березня 1918.
- Рада Народних Комісарів ДРР -  23 березня 1918 -

### Голови республіки
- Подтелков Федір Григорович - 23 березня 1918 - 9 квітня 1918.
- Ковальов Віктор Семенович - голова ЦВК ДРР 9 квітня 1918 - 13 червня 1918.
- Дорошев Іван Антонович - голова Донського радянського уряду 13 червня 1918 - 30 вересня 1918.

### Влада на місцях
Після проголошення Донської Радянської Республіки Раднарком ДРР почав створювати владу на місцях і встановлювати зв'язок з існуючими органами влади. Так окружні органи влади надсилали телеграму з визнанням нової влади.
- Усть-Медведицький округ - після 23 березня 1918 року.[6]